# Российско-Китайский деловой совет
Российско-Китайский деловой совет (англ. Russian-Chinese Business Council) — экономическое объединение, целью которого является продвижение и поддержка двусторонних экономических проектов, а также содействие развитию сотрудничества между российскими и китайскими деловыми кругами.
Ассоциация «РКДС» базируется в Москве и представляет интересы более 100 компаний-членов и партнёров, работающих на российском и китайском рынке.
Соглашение о создании Российско-Китайского делового совета было подписано 14 октября 2004 года в Пекине в рамках официального визита президента Российской Федерации В. В. Путина в присутствии глав государств России и Китая.

## Деятельность
Главными задачами Российско-Китайского делового совета являются:
- налаживание прямых деловых контактов между предпринимателями России и Китая;
- реализация совместных торгово-экономических и инвестиционных проектов;
- защита взаимных инвестиций;
- содействие развитию экономик двух стран.

При поддержке РКДС успешно реализуются и реализован ряд масштабных экономических проектов, в том числе:
- Строительство многофункционального комплекса «Федерация» в деловом центре «Москва-Сити»;
- Строительство трансграничного железнодорожного мостового перехода Нижнеленинское-Тунцзян;
- Совместная разработка широкофюзеляжного дальнемагистрального самолета нового поколения CR929;
- Строительство культурно-образовательного и музейного комплекса в городе Владивосток[9];
- Строительство завода по производству сжиженного природного газа «Ямал СПГ»[10].

## Членство
В Ассоциацию «РКДС» входят более 100 членов и партнёров. В Ассоциацию «РКДС» входят более 100 членов и партнёров. Среди них — Сбербанк России, Интер РАО, Спортмастер, Норникель, Новатэк, Российский фонд прямых инвестиций, Сибур, Ростех, Центр содействия сельскохозяйственной торговли Министерства сельского хозяйства КНР, China International Contractors Association, China Association of the National Shipbuilding Industry, Sidorin.LAB, Московская школа управления СКОЛКОВО, ГК «Русский краб» и другие ведущие предприятия, банки, юридические фирмы, бухгалтерские фирмы и организации.

## Руководство[7]
- Тимченко Геннадий Николаевич — Председатель Российско-Китайского делового совета (со стороны России) с 2014 года.
- Жэнь Хунбинь — Председатель Российско-Китайского делового совета (со стороны КНР) с 2022 года.
- Маркин Евгений Леонидович — Исполнительный директор, Член правления Российско-Китайского делового совета.
- Хомич Екатерина Александровна — Ответственный секретарь Российско-Китайского Делового Совета